# Piauí Esporte Clube
El Piauí Esporte Clube és un club de futbol brasiler de la ciutat de Teresina a l'estat de Piauí.

## Història
El club va néixer el 15 d'agost de 1948. Guanyà el seu primer campionat piauiense el 1966, repetint les tres temporades següents. Participà en el Campeonato Brasileiro Série A els anys 1979 i 1986.

## Estadi
El club disputa els seus partits com a local a l'estadi Lindolfinho. Té una capacitat per a 8.000 espectadors.

## Palmarès
- Campionat piauiense:
  - 1966, 1967, 1968, 1969, 1985